# Балка Трутова
Балка Трутова — балка (річка) в Україні у Дніпровському районі Дніпропетровської області. Права притока річки Мокрої Сури (басейн Дніпра).

## Опис
Довжина балки приблизно 4,12 км, найкоротша відстань між витоком і гирлом — 3,58  км, коефіцієнт звивистості річки — 1,15 . Формується декількома струмками. Практично по всій довжині балка пересихає.

## Розташування
Бере початок на північно-західній стороні від села Антонівки. Тече переважно на північний захід і у селі Сурсько-Литовське впадає у річку Мокру Суру, праву притоку річки Дніпра.

## Цікаві факти
- На правому березі балки пролягає автошлях Н08[3] (автомобільний шлях національного значення на території України, Бориспіль — Кременчук — Дніпро — Запоріжжя — Пологи — Маріуполь. Проходить територією Київської, Черкаської, Полтавської, Кіровоградської, Дніпропетровської, Запорізької та Донецької областей.).